# Хералдическа фигура
Хералдическа фигура е термин в хералдиката, който обозначава дизайн на гербов щит, съставляван от прости геометрични структури.

## Разлика между хералдическа фигура и проста фигура
Хералдическа фигура е специфично деление на даден гербов щит на прости геометрични фигури.
За различка от това, нехералдическата (проста) фигура е изображение на хора (например светци), животни (например – лъв, орел, еднорог, риби и др.), растения, предмети (например – везна, котва, кръст), сгради (например – крепост, арфа, чук), астрономически обекти (звезда, полумесец) или други зрително възприемани явления от реалния свят.

Друга разлика между хералдическата фигура и простата фигура е че, по правило, гербовите фигури не докосват ръбовете на щита. Този критерий може да помогне за разграничаване в особено сложни случаи – например, когато в щита се намира често срещаният хералдически мотив кръст: кръст, чиито краища докосват ръба на щита, се счита за хералдическа фигура, а ако краищата му не допират до ръба на щита, т. е. кръстът е изцяло поместен във вътрешността на щита, тогава той е обикновена фигура.
- <u>Хералдическа фигура</u> кръст
- Герб на Лондонско сити
- Герб на град Империя
- Герб на град Овада

- <u>Нехералдическа (обикновена) фигура</u> кръст
- Герб на рода Хърватиничи
- Герб на Република Малта
- Герб на град Аранхуес

## Примери
- Примери
- Кантон Цюрих: скосен от горен десен хералдически ъгъл
- Кантон Цуг: синя лента на бял щит
- Кантон Золотурн: пресечен от червено и бяло
- Кантон Тичино: разсечен от червено и синьо (Не отговаря напълно на хералдическите правила, тъй като два цвята се противопоставят един на друг)
- община Балм бай Гюнсберг (кантон Золотурн): разсечен от червено и бяло
- Маркграфство Баден: дяснодиагонална червена лента в златен щит
- община Айстерсхайм в Горна Австрия: от бяло и черно прсечен и два пъти разсечен
- Леер (квартал на Хорстмар): четириделен от бяло и синьо
- Франкония: пресечен от червено и бяло чрез три върха
- Малък герб на Свободна държава Бавария: дяснодиагонално скосен от бели и сини ромбоиди
- община Дернбах във Вестервалд: четири пъти пресечен от червено, сребро, черно, сребро и червено
- Хелголанд: пресечен два пъти от зелено, червено и сребро
- Горно четвърт в герба на Краутхайм (пресечен единадесет пъти от черно и сребро)